# Norio Wakamoto

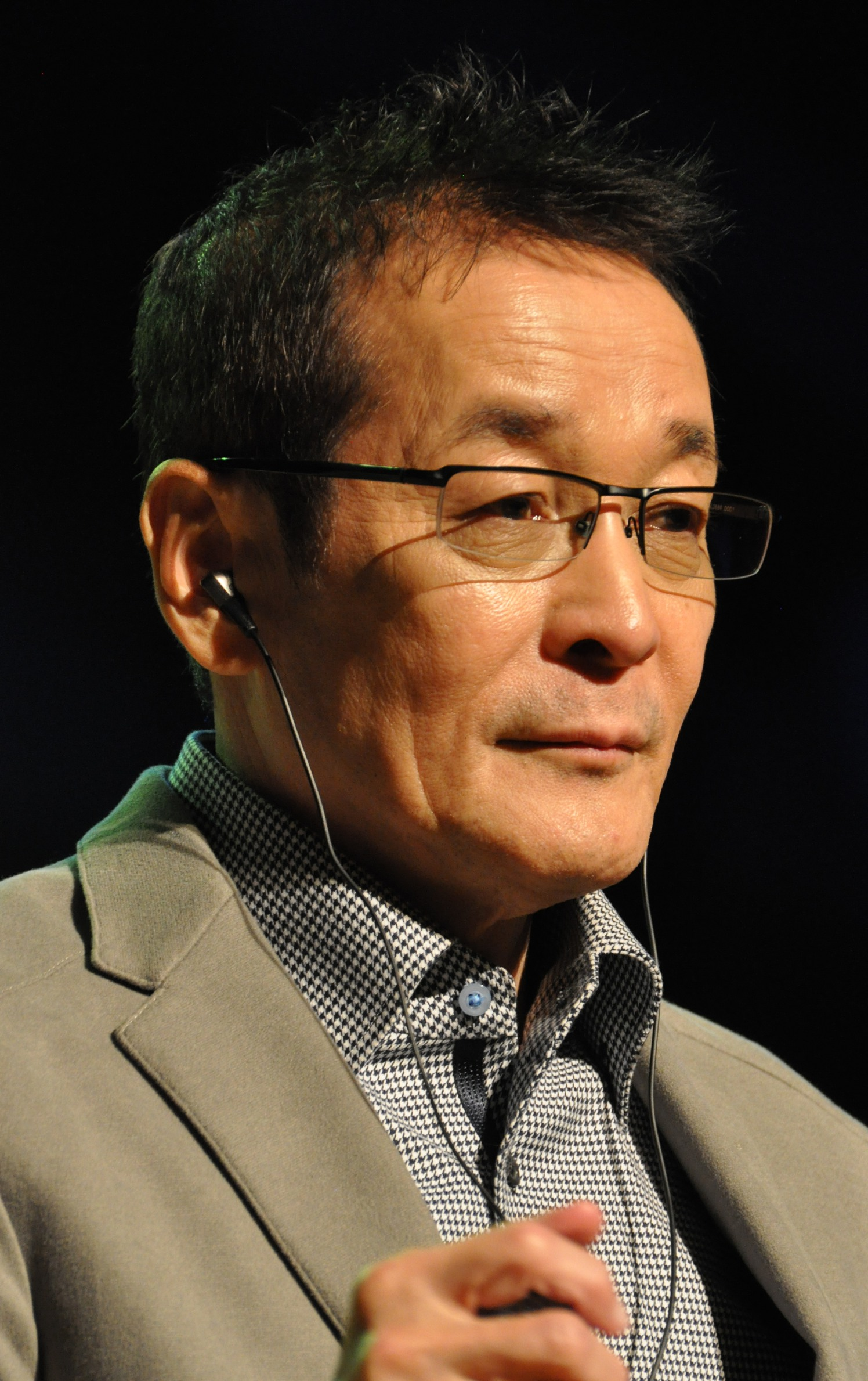
Norio Wakamoto auf der Desucon Frostbite in Finnland 2013

Norio Wakamoto (jap. 若本 規夫, eigentlich: 若本 紀夫, Wakamoto Norio; * 18. Oktober 1945 in Shimonoseki) ist ein japanischer Synchronsprecher (Seiyū). Bei einigen Rollen wurde er auch als Noriaki Wakamoto (若本 紀昭, Wakamoto Noriaki) geführt.

## Biografie
Wakamoto wuchs in Sakai auf und besuchte die Waseda-Universität, wo er auch graduierte. Nach seiner Zeit auf der Universität arbeitete er bei der Tokioter Polizei, bevor er Seiyū wurde. Wakamoto ist wegen seiner Stimme vor allem in der Rolle des Schurken zu hören. Zu seinen bekannten Rollen gehören Shurara in Sgt. Frog, Vicious in Cowboy Bebop, Cell in Dragonball Z und der Herrscher von Britannien in Code Geass. Daneben übernahm Wakamoto auch Synchronsprecher-Rollen in verschiedenen Real-Filmen wie Alien – Die Wiedergeburt, Sin City und in Das Imperium schlägt zurück sowie in Die Rückkehr der Jedi-Ritter.

## Filmografie (Auswahl)
| - 2x2 Shinobuden – Onsokomaru - Acrobunch – Hiro Randō - Atashinchi – Ringuana - Aura Battler Dunbine – Erzähler, Alan Brady - Ayakashi Ayashi – Torī Yōzō - Azumanga Daioh – Chiyo-chichi - Basilisk: The Kouga Ninja Scrolls – Yagyū Munenori - Berserk – Gambino - Canvas 2 ~Niji Iro no Sketch~ – Jirō Misaki - Detektiv Conan – Gorō Ōtaki, Michihiko Suwa, Satoshi Miyahara, Korehisa Kanie - Chrono Crusade – Duke Defeaux - City Hunter 2 – Eric - Code Geass – Herrscher von Britannien - Cowboy Bebop – Vicious - Cromartie High School – Shinichi Mechazawa - Cyborg 009 – Scarl - D.Gray-man – Winters Sokaro - Daigunder – DragoBurst - Dancougar - Super Beast Machine God – Shapiro Keats - Dancouga Nova – Earth Will, Moon Will - Demonbane – Augustus - Desert Punk – Rain Spider - Digimon Frontier – IceDevimon - Dragonball GT – Cell - Dragonball Z – Cell - Duel Masters – Jōji - Fist of the North Star – Shuren - F-Zero GP Legend – Black Shadow - Future Boy Conan – Dōke - Ghost Sweeper Mikami – Piper - Gintama – Matsudaira - Heat Guy J – Serge Echigo - Heavy Metal L-Gaim – Rockley Ron - Infinite Ryvius – Conrad Visukesu - Inukami! – Sekidousai - Kiddy Grade – Chevalier - Gash! – Fein, Victoream - Love Get Chu – Ohara Heizou - Mamoru-kun ni Megami no Shukufuku wo! – Naoyuki Takasu - Magister Negi Magi – Dämonengeneral - Mirai Nikki – Deus ex machina - Mobile Suit Gundam F91 – Lieutenant Bardo - Mononoke (Umizatō) - Oh! My Goddess – Senbee - Otogi-Jushi Akazukin – Panpu King - PaRappa Rappa – King Kong Mushi - Planetes – Gigalt Gangalagash - Pluster World – Dairando - Ronin Warriors – Kaos - Samurai Champloo Fumidai - Sazae-san – Anago, Hanazawa's Vater und andere - Sgt. Frog – Shurara - Shounen Onmyouji – Kyūki - Soul Link – Shigemichi Morimoto - Super Robot Wars Original Generation: Divine Wars – Maier V. Branstein - Tatakae!! Ramenman – Kinnikuken Banboro - Tekkaman Blade – Tekkaman Omega, Kengo Aiba - The Five Star Stories – Vord Bewlard - Tomorrow's Joe 2 – Shogi Kanetatsu - Tsuyokiss – Tachibana Heizō - Urusei Yatsura – Kunstlehrer - Weiß Kreuz – Reiji Takatori - Wolf’s Rain – Fukurō - Yoshinaga-san Chi no Gargoyle – Gargoyle - Yu-Gi-Oh! GX – Titan - Yū Yū Hakusho – Gouki, Chu - Zoids Fuzors – Roger | - M.D. Geist – M.D.-02 Geist - 801 T.T.S. Airbats – Mitsuru Konishi - Ys – Darm - Guyver – Oswald A. Lisker - Ginga Eiyū Densetsu (auch bekannt als Legend of the Galactic Heroes) – Oskar von Reuenthal - Giant Robo – Takayasu Kamiyuki - They Were Eleven – Knu - Urotsukidoji – Sui Kakuju - The Silent Service – Wataru - Tenchi Muyō! Ryōōki – Kagato - Gunbuster – Ōta Kōichirō - Hellsing – Alexander Anderson - Mezzo Forte – Hirōka - Armor Hunter Mellowlink – Sergeant Gorufi - Record of Lodoss War – Woodchuck - Defeat the Pirate Ganzack – Ganzack - Alien: Resurrection – Vriess - Der dunkle Kristall – SkekZok - Das Imperium schlägt zurück – Lando Calrissian - Das Kommando – Captain Peter Skellen - Die Maske Mitch Kellaway - Mondbasis Alpha 1 – Paul Morrow - Die Profis – William Bodie - Dr. Quinn – Ärztin aus Leidenschaft – Jake Slicker - Die Rückkehr der Jedi-Ritter – Lando Calrissian - Prison Break – Theodore "T-Bag" Bagwell - Sin City – Kardinal Patrick Henry Roark - True Lies – Aziz - Blue Dragon – Nene - Castlevania: Symphony of the Night – Dracula - Castlevania: Harmony of Dissonance – Dracula - Castlevania: Portrait of Ruin – Dracula - Castlevania: The Dracula X Chronicles – Dracula - Final Fantasy IV – Rubicante - Guilty Gear – Johnny - The King of Fighters 2001 – Igniz - The King of Fighters 2002 – Omega Rugal - Makai Senki Disgaea 2 – Zenon - Metal Gear Solid: Portable Ops – Gene - Tales of Destiny 2, Tales of the World: Narikiri Dungeon 3 – Barbatos Goetia - Sharin no Kuni, Himawari no Shoujo – Houzuki - Skies of Arcadia – Gilder - Street Fighter IV – Vega (M. Bison im Westen) - Soul Calibur IV – Yoshimitsu - Super Dragon Ball Z – Cell - Tales of Vesperia – Barbatos - Xenoblade Chronicles – Mumkhar - Kingdom Hearts – Xemnas - Soul Calibur V – Yoshimitsu II - Dragon Ball FighterZ – Cell - Street Fighter V – Vega (M. Bison im Westen) |